# Ben Sasse
Benjamin Eric "Ben" Sasse (22 de febrer de 1972, Plainview, Nebraska, Estats Units) és un polític estatunidenc, senador republicà per Nebraska al des de 2015.